# Elia Abu Madi
Elia Abu Madi (àrab: إيليا أبو ماضي, Īlyā Abū Māḍī), també conegut com a Elia D. Madey (al-Muhayditha, 1889 o 1890 – Nova York, 23 de novembre de 1957), fou un poeta libanesoamericà en llengua àrab. Els seus poemes són molt coneguts entre els àrabs; el periodista Gregory Orfalea va escriure que «la seva poesia és tan comuna i memoritzada al món àrab com la de Robert Frost ho és en el nostre món».
Abu Madi va néixer al poble d'al-Muhayditha, actualment part de Bikfaya, al Líban, el 1889 o 1890. A l'edat d'11 anys es va traslladar a Alexandria, a Egipte, on va treballar amb el seu oncle.
L'any 1911 Elia Abu Madi va publicar la seva primera col·lecció de poemes, Tidhkar al-madi. El mateix any va deixar Egipte per anar als Estats Units, on es va establir, a Cincinnati, Ohio. El 1916 es va traslladar a Nova York i va començar una nova carrera com a periodista. A Nova York Abu Madi va treballar i va conèixer un gran nombre de poetes araboamericans com Khalil Gibran. Es va casar amb la filla de Najeeb Diab, editor de la revista en llengua àrab Meraat ul-Gharb, i esdevingué l'editor en cap d'aquella publicació el 1918. La seva segona col·lecció de poesia, Diwan Ilya Abu-Madi (Poemari d'Ilya Abu-Madi), va ser publicada a Nova York el 1919; la seva tercera col·lecció i la més important, Al-jadàwil (Les Corrents), va aparèixer el 1927. Els seus altres llibres foren Al-khamàïl (1940) i Tibr wa-turab (pòstum, 1960).
El 1929 Abu Madi va fundar el seu propi periòdic, Al-Samir, a Brooklyn. Va començar amb una periodicitat mensual, però després d'uns quants anys van arribar a aparèixer cinc cops per setmana.

## Principals poemaris
- تذكار الماضي (Tidhkar al-madi) - Records del passat
- تبر وتراب (Tibr wa-turab)
- الجداول (Al-jadàwil) - Els corrents
- الخمائل (Al-khamàïl)
- ديوان إيليا أبو ماضي (Diwan Ilya Abu-Madi) - Poemari d'Ilya Abu-Madi

## Crítica erudita
- Nijland, Cornelis. «Religious Motifs and Themes in North American Mahjar Poetry». A: Borg, Gert (ed. i introducció), i De Moor, Ed (ed.). Representations of the Divine in Arabic Poetry.  Amsterdam: Rodopi, 2001, p. 161-181.
- Boullata, Issa J. «Iliya Abu Madi and the Riddle of Life in His Poetry». Journal of Arabic Literature, 17, 1986, pàg. 69-81.